# 福尔米尼拉巴塔耶
福尔米尼拉巴塔耶（法語：Formigny La Bataille，法語發音：[fɔʁmiɲi la bataj]）是法国卡尔瓦多斯省的一个市镇，属于巴约区。该市镇于2017年由原市镇福尔米尼、艾涅维尔、埃克拉姆维尔和卢维耶尔合并而成。

## 地名
该地名“福尔米尼拉巴塔耶”（Formigny La Bataille）由两部分组成：“福尔米尼”（Formigny），该市镇的前身及主体；“拉巴塔耶”（La Bataille），法语意为“战斗”，这里指历史上的福尔米尼战役。

## 地理
福尔米尼拉巴塔耶（49°20'12"N, 0°53'56"W）面积26.24 平方千米，位于法国诺曼底大区卡爾瓦多斯省，该省份为法国西北部沿海省份，北濒大西洋英吉利海峡，东北与滨海塞纳省以海上边界相接，东临厄尔省，南至奧恩省，西与芒什省接壤。
与福尔米尼拉巴塔耶接壤的市镇（或旧市镇、城区）包括：滨海圣洛朗、滨海维耶维尔、滨海科勒维尔、叙兰、贝桑地区芒德维尔、特雷维耶尔、布里克维尔、隆格维尔、贝桑地区阿涅尔、昂格莱斯克维尔-拉佩尔塞、科隆比耶尔。
福尔米尼拉巴塔耶的时区为UTC+01:00、UTC+02:00（夏令时）。

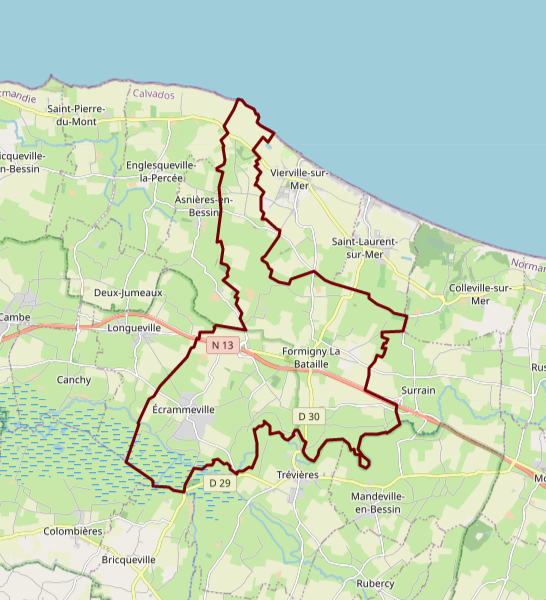
福尔米尼拉巴塔耶的OSM定位图

## 行政
福尔米尼拉巴塔耶的邮政编码为14710，INSEE市镇编码为14281。

## 政治
福尔米尼拉巴塔耶所属的省级选区为特雷维耶尔县。

## 人口
福尔米尼拉巴塔耶于2022年1月1日时的人口数量为760人。